# Кларксон (Њујорк)
Кларксон (енгл. Clarkson) насељено је место без административног статуса у америчкој савезној држави Њујорк.

## Демографија
По попису из 2010. године број становника је 4.358.
| Група             | 2000.    | 2010.         |
| Белци             | 0 (0,0%) | 3.967 (91,0%) |
| Афроамериканци    | 0 (0,0%) | 104 (2,4%)    |
| Азијати           | 0 (0,0%) | 59 (1,4%)     |
| Хиспаноамериканци | 0 (0,0%) | 131 (3,0%)    |
| Укупно            | 0        | 4.358         |